# Temps cosmique
 (février 2025).
Si vous disposez d'ouvrages ou d'articles de référence ou si vous connaissez des sites web de qualité traitant du thème abordé ici, merci de compléter l'article en donnant les références utiles à sa vérifiabilité et en les liant à la section « Notes et références ».

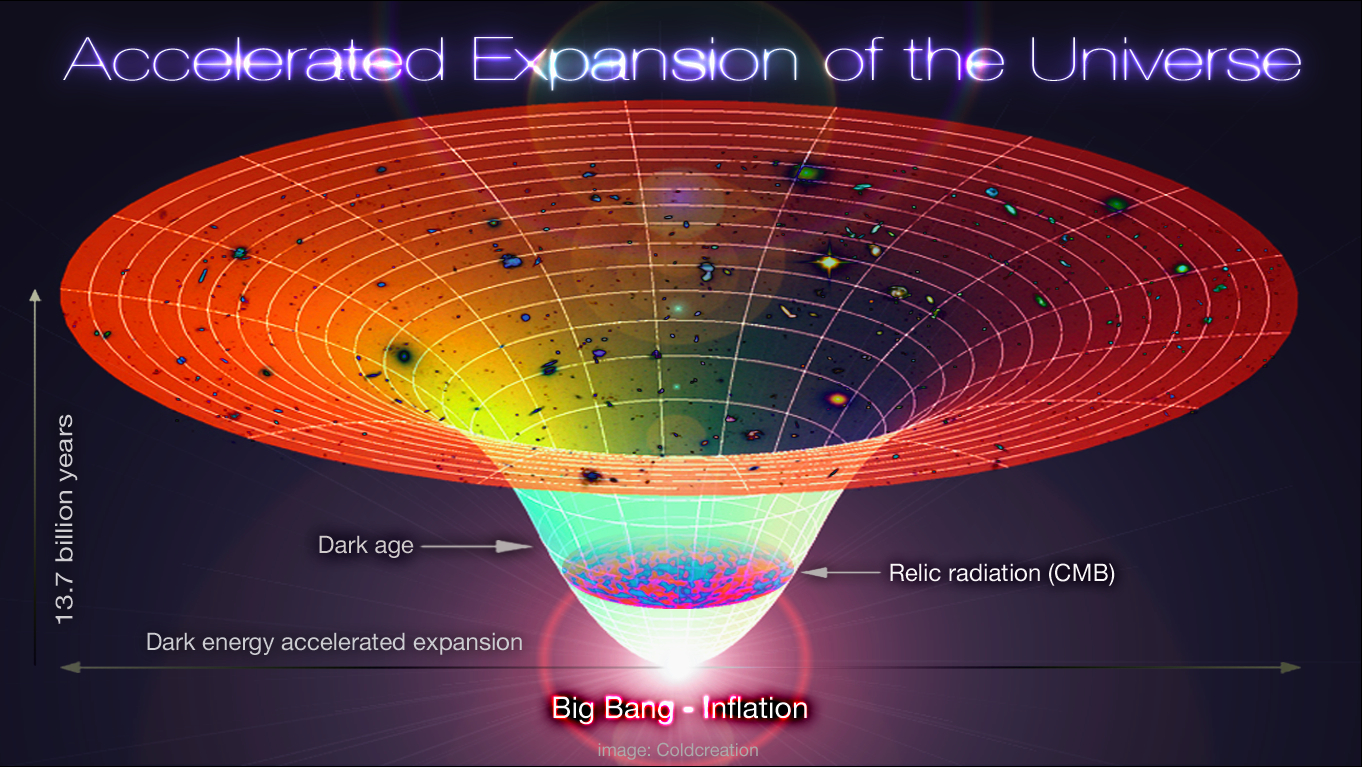
Représentation de l'âge de l'Univers depuis le Big Bang.

En cosmologie, le temps cosmique est le temps propre d'un observateur dit « fondamental » ou « comobile » appartenant à un univers homogène et isotrope. En pratique, l'Univers n'est pas exactement homogène et isotrope, mais en moyennant la distribution de matière de l'Univers, on peut considérer qu'il l'est et ainsi utiliser le principe cosmologique. Le temps cosmique est alors le temps propre d'un observateur au repos par rapport à cette distribution de matière moyenne : c'est le temps de son référentiel comobile qui est le même pour tous les référentiels comobiles puisque l'Univers est homogène et isotrope. Cette situation, permise par le principe cosmologique, est exceptionnelle en relativité générale (fondement théorique de la cosmologie), car normalement il n'y existe pas de temps universel absolu, mais un temps qui est propre à chaque observateur et sa ligne d'univers.
L'âge de l'Univers correspond au temps cosmique écoulé depuis le Big Bang. En 2012, il est estimé à environ 13,7 milliards d'années. Le temps cosmique est également utilisé pour dater les objets astronomiques à partir de leur décalage vers le rouge, en calculant le temps de regard vers le passé.
L'objet mathématique qui décrit un modèle cosmologique homogène et isotrope est une métrique de Friedmann-Lemaître-Robertson-Walker (abrégée en FLRW). Cet objet permet de décrire l'expansion de l'Univers par l'intermédiaire d'une quantité appelée facteur d'échelle, qui décrit l'éloignement que subissent deux galaxies distantes au cours du temps, dû à l'expansion. Un observateur « fondamental » ou « comobile » est un observateur qui possède toujours les mêmes coordonnées dans la métrique FLRW. Deux observateurs fondamentaux ou comobiles ont une distance comobile fixe, cette distance faisant abstraction de l'expansion de l'Univers (mesure avec une règle qui se distend avec l'expansion). Le seul mouvement que subissent donc ces observateurs est donc l'éloignement provoqué par l'expansion de l'Univers. Un astronome peut être considéré comme un « observateur fondamental », dans la mesure où il est essentiellement entraîné par l'expansion de l'Univers, et que l'Univers lui apparaît globalement isotrope. Son mouvement résiduel, par rapport au fond diffus cosmologique notamment, produit des écarts sur les observations cosmologiques qui ne sont pas supérieurs à {\displaystyle 3.10^{-3}} en proportion.
Selon le principe cosmologique, tous les observateurs comobiles sont équivalents : leurs horloges défilent au même rythme et, à un même temps cosmique {\displaystyle t}, tous les observateurs observent l'Univers à un même état d'évolution, avec la même densité de matière et d'énergie, le même taux d'expansion et le même facteur d'échelle. Le temps cosmique est le temps utilisé dans les équations de Friedmann, qui décrit la dynamique de l'Univers en fonction des paramètres cosmologiques.

## Temps conforme
En cosmologie, une autre quantité en rapport avec le temps est fréquemment définie. Il s'agit du temps conforme. Cette quantité ne décrit pas un temps qui a une réalité physique, mais décrit le temps qui serait vécu par un observateur voyageant dans l'Univers si celui-ci n'était pas en expansion. Le temps conforme permet entre autres de calculer la distance maximale qui nous sépare des objets les plus lointains de l'Univers observable. De façon paradoxale, cette distance est en général plus grande que l'âge de l'Univers multiplié par la vitesse de la lumière.